# Pierce Charles
Pierce Joseph Charles (Manchester, 21 luglio 2005) è un calciatore nordirlandese, portiere dello Sheffield Weds e della nazionale nordirlandese.

## Biografia
È il fratello minore di Shea Charles, a sua volta calciatore.

## Carriera

### Club
Cresciuto nei settori giovanili di Manchester City e Sheffield Weds, il 14 ottobre 2022 firma il primo contratto professionistico con gli Owls. Esordisce in prima squadra il 26 gennaio 2024, nella partita di FA Cup pareggiata per 1-1 contro il Coventry City; il 17 maggio seguente prolunga con il club biancoblù.

### Nazionale
Di origini nordirlandese da parte di madre, ha debuttato con la nazionale maggiore il 12 ottobre 2024, nella partita di UEFA Nations League 2024-2025 pareggiata per 0-0 contro la Bielorussia.

## Statistiche

### Presenze e reti nei club
Statistiche aggiornate al 15 novembre 2024.
| Stagione        | Squadra         | Campionato      | Campionato | Campionato | Coppe nazionali | Coppe nazionali | Coppe nazionali | Coppe continentali | Coppe continentali | Coppe continentali | Altre coppe | Altre coppe | Altre coppe | Totale | Totale |
| Stagione        | Squadra         | Comp            | Pres       | Reti       | Comp            | Pres            | Reti            | Comp               | Pres               | Reti               | Comp        | Pres        | Reti        | Pres   | Reti   |
| --------------- | --------------- | --------------- | ---------- | ---------- | --------------- | --------------- | --------------- | ------------------ | ------------------ | ------------------ | ----------- | ----------- | ----------- | ------ | ------ |
| 2022-2023       | Sheffield Weds  | FL1             | 0          | 0          | FACup+CdL       | 0+0             | 0               | -                  | -                  | -                  | EFLT        | 0           | 0           | 0      | 0      |
| 2023-2024       | Sheffield Weds  | FLC             | 0          | 0          | FACup+CdL       | 2+0             | -5 + 0          | -                  | -                  | -                  | -           | -           | -           | 2      | -5     |
| 2024-2025       | Sheffield Weds  | FLC             | 0          | 0          | FACup+CdL       | 0+4             | 0 + -3          | -                  | -                  | -                  | -           | -           | -           | 4      | -3     |
| Totale carriera | Totale carriera | Totale carriera | 0          | 0          |                 | 6               | -8              |                    | -                  | -                  |             | 0           | 0           | 6      | -8     |

### Cronologia presenze e reti in nazionale
| Cronologia completa delle presenze e delle reti in nazionale ― Irlanda del Nord | Cronologia completa delle presenze e delle reti in nazionale ― Irlanda del Nord | Cronologia completa delle presenze e delle reti in nazionale ― Irlanda del Nord | Cronologia completa delle presenze e delle reti in nazionale ― Irlanda del Nord | Cronologia completa delle presenze e delle reti in nazionale ― Irlanda del Nord | Cronologia completa delle presenze e delle reti in nazionale ― Irlanda del Nord | Cronologia completa delle presenze e delle reti in nazionale ― Irlanda del Nord | Cronologia completa delle presenze e delle reti in nazionale ― Irlanda del Nord |
| Data                                                                            | Città                                                                           | In casa                                                                         | Risultato                                                                       | Ospiti                                                                          | Competizione                                                                    | Reti                                                                            | Note                                                                            |
| ------------------------------------------------------------------------------- | ------------------------------------------------------------------------------- | ------------------------------------------------------------------------------- | ------------------------------------------------------------------------------- | ------------------------------------------------------------------------------- | ------------------------------------------------------------------------------- | ------------------------------------------------------------------------------- | ------------------------------------------------------------------------------- |
| 12-10-2024                                                                      | Zalaegerszeg                                                                    | Bielorussia                                                                     | 0 – 0                                                                           | Irlanda del Nord                                                                | UEFA Nations League 2024-2025 - 1º turno                                        | -                                                                               |                                                                                 |
| 15-10-2024                                                                      | Belfast                                                                         | Irlanda del Nord                                                                | 5 – 0                                                                           | Bulgaria                                                                        | UEFA Nations League 2024-2025 - 1º turno                                        | -                                                                               |                                                                                 |
| 15-11-2024                                                                      | Belfast                                                                         | Irlanda del Nord                                                                | 2 – 0                                                                           | Bielorussia                                                                     | UEFA Nations League 2024-2025 - 1º turno                                        | -                                                                               | 87’                                                                             |
| 18-11-2024                                                                      | Lussemburgo                                                                     | Lussemburgo                                                                     | 2 – 2                                                                           | Irlanda del Nord                                                                | UEFA Nations League 2024-2025 - 1º turno                                        | -2                                                                              |                                                                                 |
| 21-3-2025                                                                       | Belfast                                                                         | Irlanda del Nord                                                                | 1 – 1                                                                           | Svizzera                                                                        | Amichevole                                                                      | -1                                                                              |                                                                                 |
| 25-3-2025                                                                       | Solna                                                                           | Svezia                                                                          | 5 – 1                                                                           | Irlanda del Nord                                                                | Amichevole                                                                      | -5                                                                              |                                                                                 |
| 7-6-2025                                                                        | Copenaghen                                                                      | Danimarca                                                                       | 2 – 1                                                                           | Irlanda del Nord                                                                | Amichevole                                                                      | -1                                                                              | 46’                                                                             |
| 10-6-2025                                                                       | Belfast                                                                         | Irlanda del Nord                                                                | 1 – 0                                                                           | Islanda                                                                         | Amichevole                                                                      | -                                                                               |                                                                                 |
| Totale                                                                          |                                                                                 | Presenze                                                                        | 8                                                                               |                                                                                 | Reti                                                                            | -9                                                                              |                                                                                 |